# یلیجه
یلیجه (ترکی آذربایجانی: Yellicə) یک منطقهٔ مسکونی در جمهوری آرتساخ است که در استان شاهومیان واقع شده‌است.